# Mairie de Vantaa
La mairie de Vantaa (finnois : Vantaan kaupungintalo) est un bâtiment situé dans le quartier Tikkurila au centre de Vantaa en Finlande.

## Présentation
Conçu par Eija et Olli Saijonmaa, l'édifice est construit en 1956, rue  Asematie, à proximité de la gare de Tikkurila.
En 2012, l'aile de la bibliothèque à côté de l'hôtel de ville, c'est-à-dire l'ancienne bibliothèque principale de Vantaa, est transformée en espace d'accueil municipal, où des concerts et des expositions peuvent être organisés.
L'espace d'exposition d'art est connu sous le nom de Galerie K.

## Entourage
En novembre 2012,  l'aire de stationnement souterraine Tikkuparkki est construite à côté de l'hôtel de ville. 
Elle est couverte par la place Tikkurilantori achevée en novembre 2014.
En lien avec l'entrée de l'hôtel de ville à côté de la place du marché, l'œuvre Miroir d'eau a été réalisée en août 2016.
En 2017, l'espace de loisirs du parc de la bibliothèque avec des aires de jeux et des patinoires, a été aménagé entre la mairie et la bibliothèque de Tikkurila.

## Classement
Le bâtiment, protégé par un plan d'urbanisme, est l'un des bâtiments de grande valeur culturelle et historique de la ville de Vantaa.

## Galerie

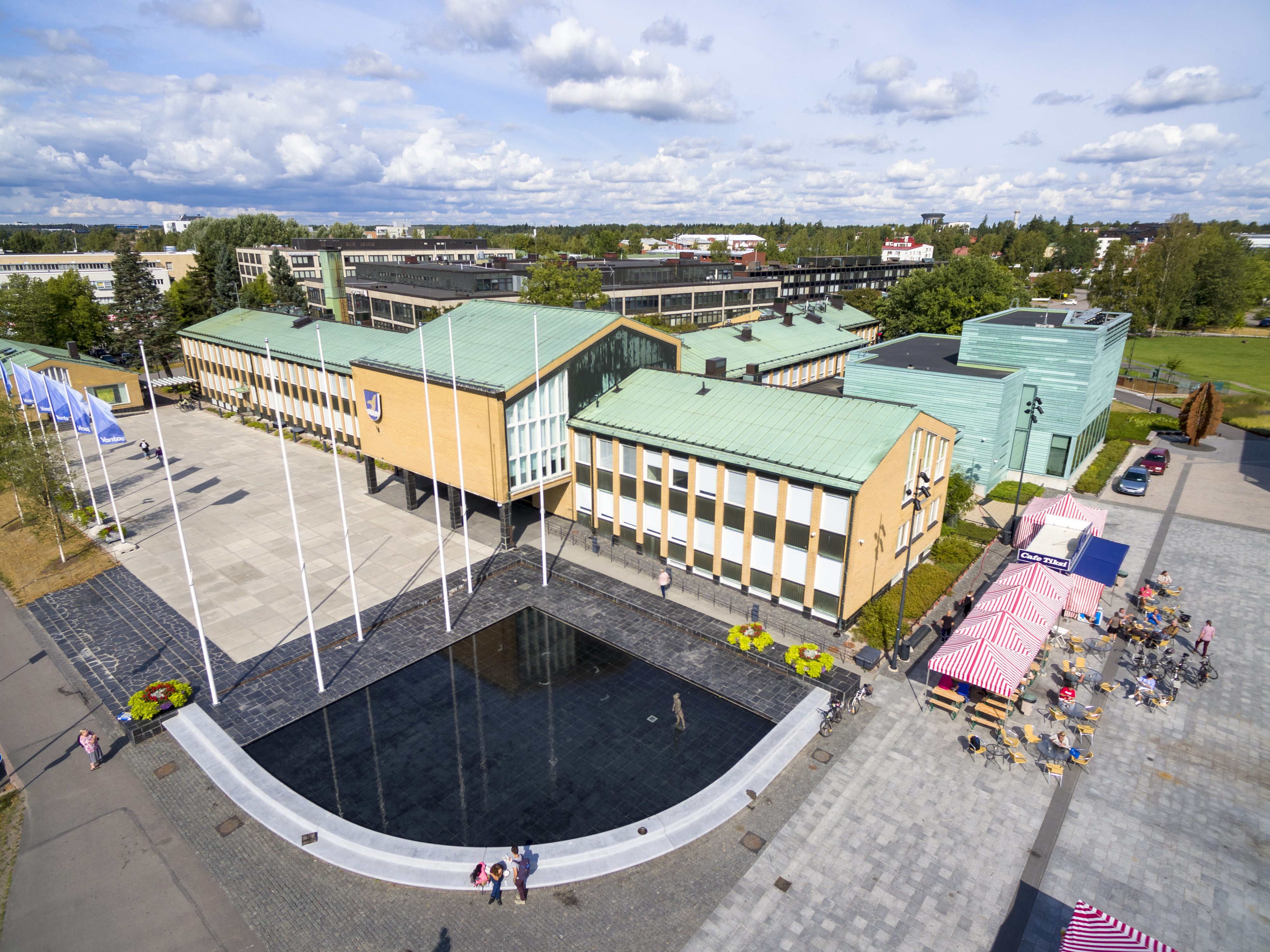
Vue aérienne de la mairie.
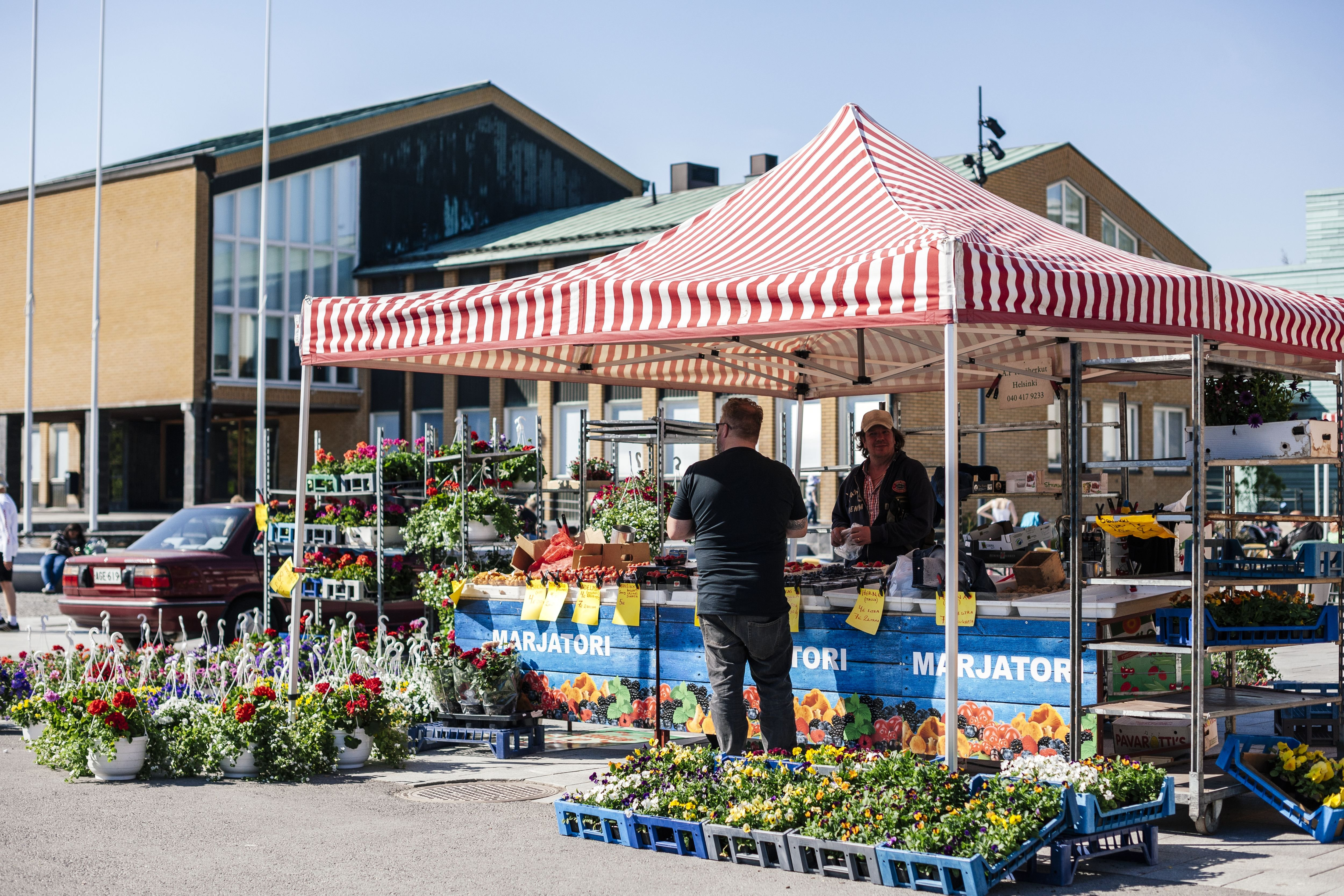
Le marché Tikkurilantori.
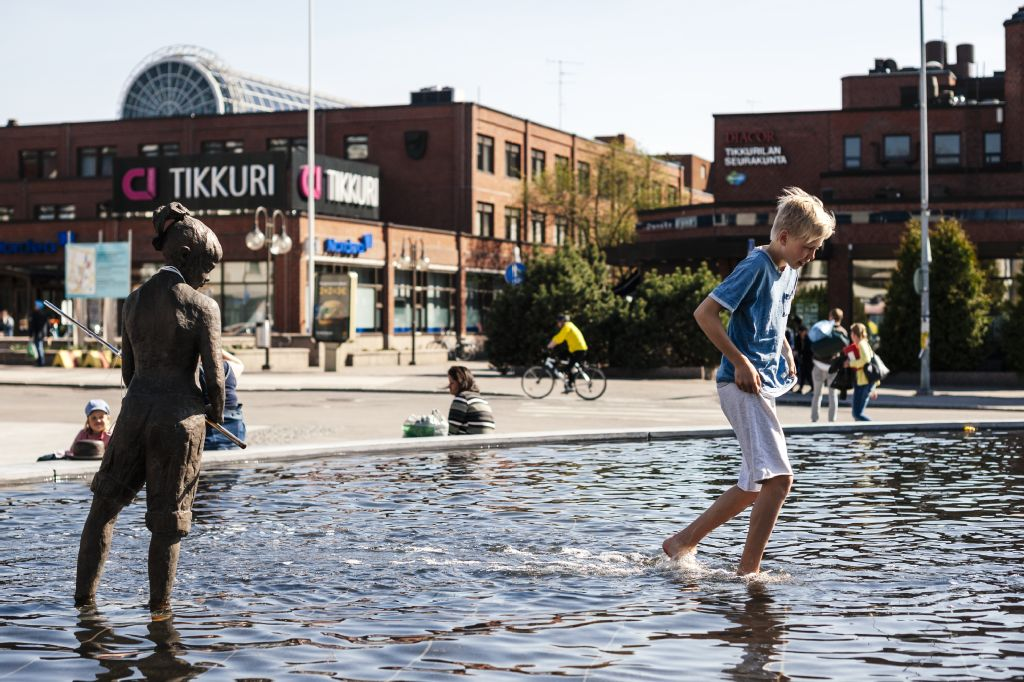
Le bassin construit en 2016 devant la mairie. Au fond, le centre commercial Tikkuri.